# ストレンジャー・インサイド
『ストレンジャー・インサイド』（Stranger Inside）は、2001年に制作されたアメリカ合衆国のテレビ映画。

## キャスト
- トレジャー：ヨランダ・ロス（英語版）
- ブラウニー：ダヴェニア・マクファデン
- シャドー：ラトーニャ・T・ヘイガンス
- キット：レイン・フェニックス
- ネルソン：マーク・ヴァン
- レイシャ：メデューサ
- ミン：エミリー・クロダ
- フラン：カリーナ・ローグ
- ターニャ：メアリー・マーラ
- テレサ：ジェニカ・バージェレ[1]
- リー・ガーリントン
- コンチャータ・フェレル